# Pycnoglypta
Pycnoglypta är ett släkte av skalbaggar som beskrevs av Thomson 1858. Pycnoglypta ingår i familjen kortvingar.
Släktet innehåller bara arten Pycnoglypta lurida.